# 碧玉 (歌手)
（1965年11月21日—），全名比约克·格维兹门斯多蒂尔（Björk Guðmundsdóttir；冰島語發音：[pjœr̥k ˈkvʏðmʏntsˌtouʰtɪr̥]），是一位冰岛创作歌手、乐器多面手，同时也是一位音乐制作人。她的音乐兼容并蓄，具有折衷主义风格。所涉及的乐风包括另类摇滚、爵士、电子舞曲、古典乐以及前卫音乐等。
碧玉在1990年代有三支单曲登上过英国单曲榜前十，分别是〈It's Oh So Quiet（最高排名第四）、〈Army of Me〉（最高排名第十）以及〈Hyperballad〉（最高排名第八）。其所属唱片公司“One Little Indian”也宣布至2003年她的专辑销量在全球范围内已超过了1500万张。截至目前，她已经赢得了五座全英音乐奖、四座MTV音乐录影带大奖、三座英国音乐录影带大奖以及一座MOJO杂志大奖。碧玉也曾被十四次提名格莱美奖（其中有两项是因别人为其专辑封面做艺术指导而被提名）。在2010年，由瑞典皇家音乐学院负责颁奖的保拉音乐奖赞扬碧玉在音乐方面具有“强烈个人色彩的乐风、歌词，缜密的音乐编排以及独一无二的嗓音。”
电影方面，她也凭借《黑暗中的舞者》及其电影原声带提名于一项奥斯卡奖以及两项金球奖。在2000年的法国戛纳电影节上更是因其在《黑暗中的舞者》中出众的表演获得了当届最佳女演员奖。她在VH1的“音乐界最佳女性100人”评选中排名第29位，在MTV的“音乐界22个最棒声音”评选中排名第8位，也在《滚石杂志》的“史上100位最伟大歌手”评选中排名第60位。其在歐美、日本、台灣等地極具知名度，故《國家地理雜誌》在2008年稱其為「冰島最著名的出口品」。
在私人生活方面，碧玉也以其鮮明的風格著稱，曾於1996年在泰國曼谷因不滿狗仔隊不停跟拍而出手暴打記者。碧玉有2個孩子，1986年6月8日與同為方糖樂團成員的Þór Eldon（兩人於1997年離婚）生下兒子Sindri Eldon Þórsson（目前為新聞工作者以及許多樂團的貝斯手）；2002年10月3日與伴侶、美國籍藝術家Matthew Barney（2000年兩人開始交往，2013年分手）生下女兒Ísadóra Bjarkardóttir Barney。

## 早期生活
碧玉出生与成长于冰岛首都雷克雅未克。她的母亲Hildur Rúna Hauksdóttir是一位反对破坏性地开发冰岛自然环境的社會活動家，而她的父亲Guðmundur Gunnarsson是一位工会领袖及电气技师。
她的音乐生涯是在上小学学习古典钢琴时开始的，那时她只有十一岁。碧玉当时的一位老师将她唱歌录制的Demo寄到了冰岛第一广播电台，此電台亦是当时冰岛唯一一家广播电台，而她当时录制的则是Tina Charles的大热单曲〈I Love to Love (But My Baby Loves to Dance)〉。随后，这首由碧玉翻唱的歌曲在冰岛本国内通过广播电台进行播放，并且很快吸引到了冰岛本地唱片厂牌“Fálkinn”的注意。随后此厂牌派代表与当时年幼的碧玉签约，很快她真正意义上的首张专辑《碧玉》在1977年12月发行。
在青少年时期碧玉受到了朋克搖滾的影响。十四岁时她组建了一支全女子朋克乐队“Spit and Snot”在不久之后的1979年她组建了一支融合爵士乐队“Exodus”。1980年她从音乐学校毕业。在1981年，他与贝斯手Jakob Magnússon组建了另一支乐队“Jam-80”，不久就更名为“Tappi Tíkarrass”，并在1982年8月发行了一张EP唱片〈Bitið fast í vitið〉。乐队正式首张专辑《Miranda》则在1983年12月发表。

## 方糖乐队时期

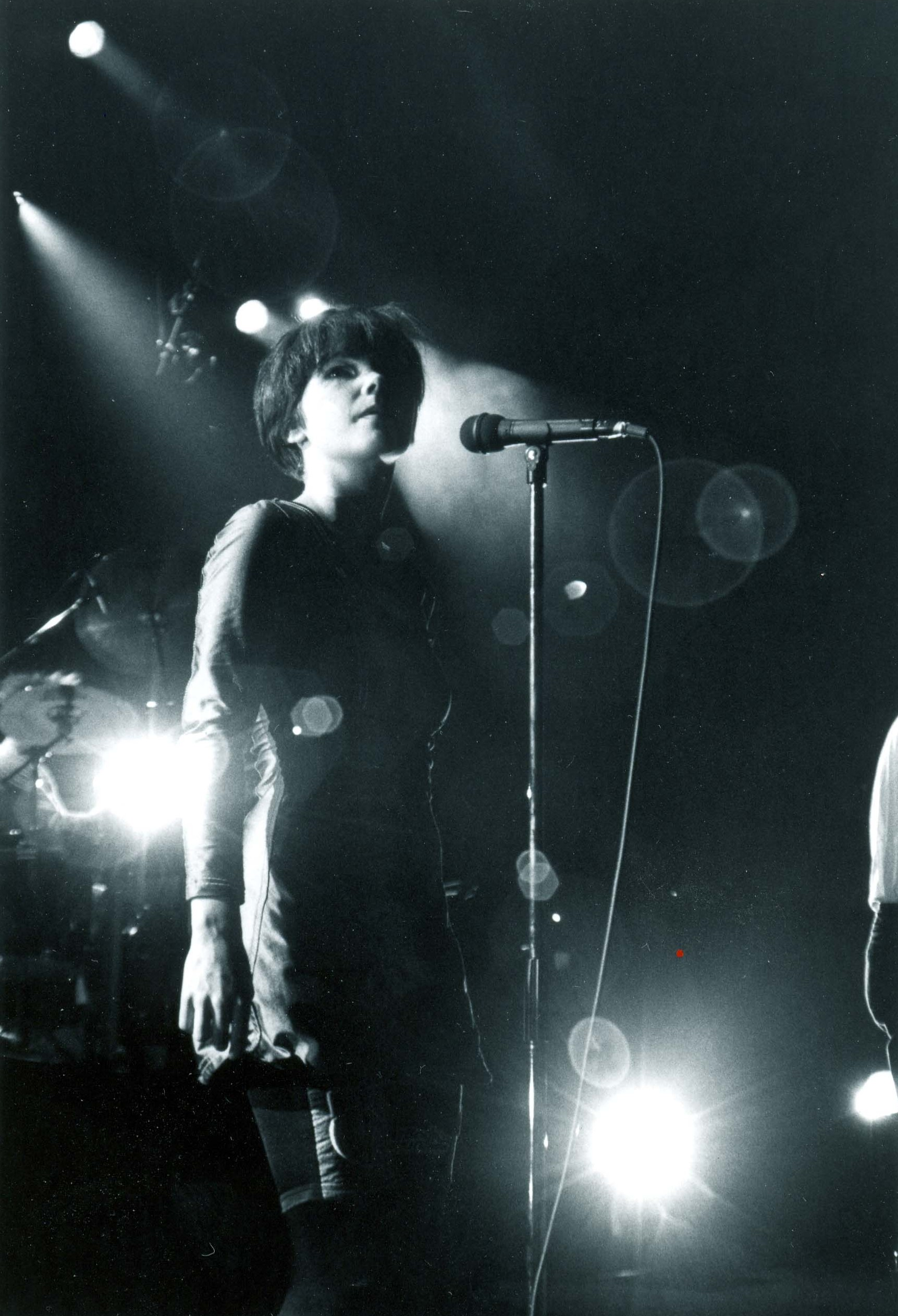
碧玉与方糖乐队在日本巡演中。

方糖乐队的第一支冰岛语单曲〈Ammæli〉（在中文中意指“生日”）在被英国杂志《Melody Maker》宣布为当周最佳单曲后立即在英国本地成为大热单曲。之后乐队很快就被“One Little Indian”厂牌签下，而此厂牌是由“Flux of Pink Indians”乐队的前贝斯手Derek Birkett建立的。他们在英美两地逐渐拥有大量忠实乐迷，并且更多大厂牌开始与他们接洽，希望能签下他们。但是他们拒绝了这些大厂牌的邀约，并仍然与“One Little Indian”保持合约关系，理由则是希望保留完全的创作自由。而至今为止比约克依然与此厂牌有合约关系。在1988年，方糖乐队还与美国的厄勒克特拉唱片签订了代理发行他们第一张专辑《Life's Too Good》的合同。这张专辑的发行使得他们成为了国际巨星，而这对一支冰岛摇滚乐队来说亦是前所未有的。
除了方糖乐队之外，碧玉也亦与许多其他类型的音乐人进行了不同的尝试。她与爵士乐队“Tríó Guðmundar Ingólfssonar”合作发行了专辑《Gling-Gló》，在其中翻唱了很多爵士流行曲，亦有原创作品，于冰岛发行。除此之外，她还在“808 State”的专辑《ex:el》中友情献声。 她在专辑中贡献了人声的〈Qmart〉和〈Ooops〉在英国发行为单曲，并且后来也被收录进了“808 State”的精选集《808:88:98》。碧玉也在“Current 93”与Hilmar Örn Hilmarsson的专辑《Island》中献声一曲〈Falling〉。

## 个人单飞时期

### 1992-1996
1993年，方糖乐队解散，但是乐队成员们仍然保持友谊关系且依旧参与到唱片厂牌“Smekkleysa”的日常管理中。 乐队原主唱碧玉搬到了英国伦敦去追求个人单飞事业，此时她也开始与“Massive Attack”乐队的制作人Nellee Hooper进行合作。他们的搭档促成了碧玉第一支国际范围内的大热单曲〈Human Behaviour〉。 此单曲是一首节奏轻快的舞曲，而里面的吉他节奏则是采样自巴西音乐人安東尼奧·卡洛斯·裘賓的一首歌曲。有趣的是，在很多国家这首歌并不经常出现于广播电台，反倒是更常在MTV这样的电视频道里播放。这一切都得归功于其音乐录影带的视觉效果，而此录影带正是由法国导演、奥斯卡金像奖获得者米歇·龔德里所执导。至此之后，龔德里与碧玉亦会频繁合作音乐录影带的拍摄。
在方糖乐队解散后，碧玉第一张录音室专辑《初試啼聲》于1993年6月发行，并受到各方好评，此专辑被当年的NME杂志评为年度专辑，并在美国达到白金销量。《初試啼聲》是碧玉从青少年及乐队时期向个人发展时期迈出的重要一步。由于她在十一岁时已经发行过了一张专辑，所以事实上《初試啼聲》并非她的首张专辑。但她将专辑命名为《初試啼聲》亦有表明其音乐事业新篇章开始的意思。 《初試啼聲》中有许多歌是碧玉在青少年时期写成的，但是有的歌词亦是在专辑制作期间与Nellee Hooper合作写就的。尽管这张专辑受舞曲风潮影响颇大，但在乐器编排方面却并不死板，相反地还应用到了许多舞曲编排上并不常见的乐器，甚至专辑中有的歌和舞曲毫无关联。例如作为单曲发行的〈Venus as a Boy〉中弦乐部分就极大地受到了宝莱坞的影响；碧玉在专辑中翻唱的爵士标准曲〈Like Someone in Love〉编排亦有用到竖琴；而专辑普通版（不包含附加曲目）中最后一首曲目〈The Anchor Song〉的伴奏更是仅仅只用了一支薩克斯風合奏团。
1994年，碧玉赢得了全英音乐奖最佳国际女歌手以及最佳国际新人两个奖项。《初試啼聲》的大获成功使得很多音乐人对碧玉抛出了橄榄枝：她与大衛·阿諾合作，为1993年电影《倫敦街頭檔案》写了一曲〈lay Dead〉（后来在《初試啼聲》的重发行版本中此曲被收录为附加曲目）；在英国Trip Hop标志性人物Tricky的专辑《Nearly God》中与其合作两首曲目；在“Plaid”乐队1997年专辑《Not for Threes》中亦有合作并献声；并与他人合作完成了麦当娜1994年专辑中的歌曲〈枕邊故事〉。
1995年6月，碧玉推出了第二张于全球范围内发行的录音室专辑《家書》。此张专辑中碧玉主要与四位制作人进行合作，他们分别是：在《初試啼聲》中与碧玉合作过的Nellee Hooper、英国Trip Hop代表性音乐人Tricky、电音团体“808 State”主脑Graham Massey以及制作人Howie B。在《初試啼聲》大获成功的基础上，碧玉继续在专辑中追求不同的声效，而她当时亦对舞曲以及techno音乐非常热衷。Tricky与Howie B的加入也使这张专辑显现出Trip Hop与电音相融合之感（在〈Possibly Maybe〉与〈Enjoy〉中皆有体现）。在这些制作人及老友的启发之下，碧玉也在专辑中做出了一些尝试，例如〈Army of Me〉中类似于工业音乐如风卷残云一般的鼓点。但是《家書》这张专辑中微妙及愉悦性的时刻相较于《初試啼聲》则亦是有过之而无不及，例如像翻唱歌曲〈It's Oh So Quiet〉中更加深层次的爵士和管弦乐编排以及直到专辑最后还依然存在着的一种亲密的暗示感。
《家書》在《Spin》杂志“1990年代最棒的90张专辑”评选中排名第7，同时亦在此杂志的“1985 - 2005百张最佳专辑”评选中名列第75名；在Pitchfork网站的“1990年代最佳专辑”评选中，《家書》与《雌雄同體》两张专辑分别排名第21与20位。；而在2003年，《家書》更是被列入《滚石杂志》“500张最伟大专辑”评选的第373位（现已降至第376位）。
尽管再一次碧玉用她的音乐录影带（而非单曲）赢得了主流媒体与大众的关注，但是《家書》还是祭出了三支英国单曲榜前十名单曲并最终在美国达到白金销量。在1995年，碧玉也参与了Hector Zazou的合作专辑《Chansons des mers froides》的录制，而她在专辑中唱的是冰岛传统民歌〈Vísur Vatnsenda-Rósu〉。

### 1997-2002

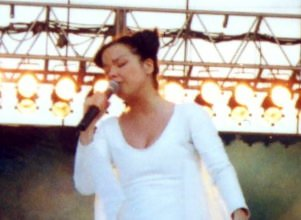
碧玉在芬兰图尔库的Ruisrock音乐节演出中，摄于1998年。

《雌雄同體》于1997年发行。这张专辑的封面完全颠覆了她以往在《家書》与《初試啼聲》中如小精灵一般的造型。专辑中碧玉选择了与Howie B（上张专辑《家書》制作人之一）、Eumir Deodato以及英国乐队“LFO”主脑Mark Bell进行合作。《雌雄同體》是她第一张独立概念化的专辑，亦被认为是碧玉迄今为止最具有实验气息的专辑之一。在专辑中隆隆作响的鼓点也隐性地折射出了冰岛的全景，最能说明以上这些的就是专辑中的单曲〈Jóga〉了。此单曲将饱满的弦乐以及岩石般吱嘎作响的电气之声合二为一。 2001年，此专辑在美国被认证为金唱片。
碧玉为了此张极富情感的专辑依旧拍摄了好些音乐录影带，并且有些也在MTV得到了播放。〈Bachelorette〉的音乐录影带是由与她常合作的导演米歇·龔德里所摄制，而〈All Is Full of Love的音乐录影带则是由导演Chris Cunningham摄制。碧玉作商业发行的这首〈All Is Full of Love〉也是在美国范围内首次有艺人发行DVD格式单曲，而这也为其他艺人发行DVD或其他多媒体格式单曲的举措铺平了道路。
在《Spin》杂志的一次访谈中，电台司令主唱湯姆·約克声称收录于《雌雄同體》的〈Unravel〉是他最爱的歌，并说道：“我正试着让我们电台司令来做个翻唱（指〈Unravel〉），因为我觉得这是我听过的最美的歌之一了。”（"I'm trying to get Radiohead to do a cover because I think it's one of the most beautiful songs I've ever heard."）。在2007年11月，电台司令在一场网络直播演出中翻唱了这首歌。

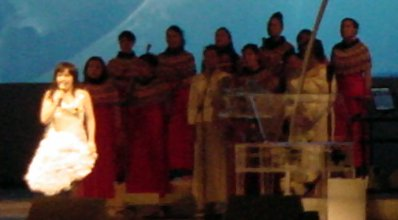
碧玉在纽约无线电城音乐厅表演中，摄于2001年。

在2001年，碧玉发行了专辑《晝伏夜出》。在这张专辑中，碧玉将室内管弦乐队、合唱团、低沉人声的元素与私人化以及脆弱易碎的歌词主题糅合在一起，并促成了这张专辑的诞生。编曲方面，碧玉与电音二人组“Matmos”、丹麦DJ Thomas Knak以及竖琴演奏家Zeena Parkins进行了合作。而歌词方面，此张专辑借鉴了美国诗人E·E·卡明斯与美国独立电影人哈蒙尼·科林的作品，以及英国剧作家莎拉·肯恩的作品《渴愛》。为了配合专辑的发行，碧玉还发行了一本同名精装书《碧玉》，而书中的内容大多是结构较为松散的短文以及一些摄影作品。为了宣传《晝伏夜出》，碧玉亦在欧洲及北美各大戏院、歌剧院展开了一系列巡演，巡演阵容包括参与专辑创作的Matmos、Zeena Parkins以及她从巡演之前在格陵兰的试音选拔中选出的因纽特合唱团。而这张《晝伏夜出》也成为了碧玉当时销售速度最快的专辑，据统计截止至2001年年底已售出两百万张。
《晝伏夜出》中共有三支单曲单独发行，分别是〈Hidden Place〉、〈Pagan Poetry〉以及〈Cocoon〉。MTV2率先播放了首发单曲〈Hidden Place〉的音乐录影带，随后此单曲以CD、DVD的介质发行。不过，专辑中第二主打〈Pagan Poetry〉的音乐录影带在该频道播出之后引起了巨大争议。原因则是此音乐录影带里能看见碧玉裸露的乳头，并且其中还有明显的身体穿孔以及模拟口交的镜头。所以自此之后MTV很少播放此音乐录影带，若播出的话也会对录影带中的某些特定部分（例如碧玉在此录影带中裸露胸部的部分）进行删减修改。在2002年，此音乐录影带终于在美国MTV2频道的一次深夜特辑“最受争议的音乐录影带”中播出了未删减版。第三波主打〈Cocoon〉的音乐录影带由日本知名服装设计师石岡瑛子执导。在此录影带中碧玉看起来似乎几近全裸出镜（但其实是穿了紧身塑体衣），且乳头部分长出了红色的丝线，并最终将她缠绕成茧。此录影带由于涉及敏感题材，所以并未在MTV播出过。
2002年，碧玉发行了Boxset盒装专辑《Family Tree》，意在回顾她的音乐生涯。此盒装专辑收录了许多先前并未发行的歌曲版本，这其中就包括与“Brodsky Quartet”合作的作品。与《Family Tree》一同发行的还有一张精选集《Greatest Hits》。《Greatest Hits》收录了先前十年间碧玉以个人身份发行的大热金曲。精选集中的单曲皆由碧玉的歌迷在她的官网上投票决定。 同时，DVD版本的《Greatest Hits》亦与CD版本一起发售。DVD版本收录了碧玉在个人时期（从《初試啼聲》至《晝伏夜出》时期止）发行的音乐录影带。精选集中唯一新单曲〈It's in Our Hands〉的音乐录影带由著名导演斯派克·琼斯执导，并攀上了英国单曲榜第37名。而在拍摄此音乐录影带时，碧玉已身怀六甲。

### 2003-2006

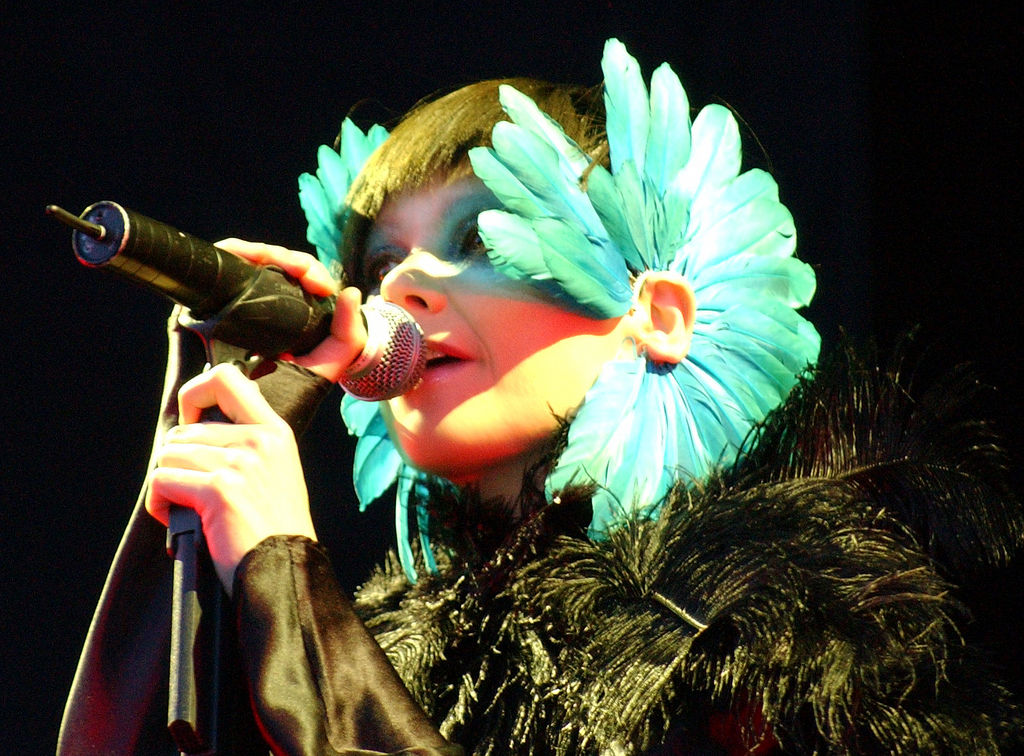
碧玉在Hurricane音乐节上演出。摄于2003年6月21日。

碧玉与柏洛斯基四重奏乐团于2001年录制了由作曲家约翰·塔文纳特别为她谱写的作品〈Prayer of the Heart〉。此作品在2003年美国摄影师南·戈丁的摄影展览中作为背景音乐使用。
在2003年，碧玉还发行了一套Boxset套装《Live Box》。套装中的四张CD分别对应其在之前为宣传四张专辑而作的现场演出。并且此套装还收录了一张DVD，内容则是每场演出中的片段部分。四张CD在《Live Box》发行之后皆以较低价格单独发售。
2004年8月，碧玉发行了专辑《精隨》。在制作期间，碧玉就计划这张专辑将会是一张完完全全以人声为基础的专辑。尽管专辑中的大量编排声效皆为人声，但是其中还是有多处较突出的运用了电子节奏来打底，所以最初“完全以人声为基础”的计划并没有彻底实行。在此专辑中献声的有因纽特呼麦女歌手Tanya Tagaq、嘻哈节奏口技表演者Rahzel、日本节奏口技表演者Dokaka、前卫摇滚音乐人Mike Patton、“Soft Machine”乐队鼓手兼主音Robert Wyatt，除此之外还有一些合唱团亦参与了专辑录制，歌词方面，她再次将E·E·卡明斯的作品放入其中（〈Sonnets/Unrealities XI〉）。此时，《精隨》也成为了她在美国公告牌榜单上成绩最好的专辑，最高攀至第14名。不过后来该成绩则被她的下一张专辑《Volta》超越，后者最高曾攀至公告牌榜单第9名。
2004年8月，碧玉受邀在希腊雅典举办的2004年奥运会开幕式中表演歌曲〈Oceania〉（收录于《精隨》）。当她在演唱时，她在此次演出中的裙子缓慢地伸展开来，而裙子伸展后则是一幅约900平方米的世界地图，在其演唱完毕之后各个国家／地区的运动员们均踏上这幅世界地图从而走进会场。这首〈Oceania〉是碧玉专门为这次开幕式而写的，并邀请到英国利兹的节奏口技者Shlomo以及一个来自伦敦的合唱团参与此曲录制。此曲发行后，网上流传出碧玉与女歌手Kelis合作的新版本〈Oceania〉。此新版本原仅仅只是出现在〈Oceania〉的电台宣传单曲碟中，但后来亦以B面曲目的形式收录在〈Who Is It〉的单曲碟中公开发行，而〈Who Is It〉也攀上了英国单曲榜的第26名。在〈Who Is It〉单曲碟发行之后，专辑中第二支单曲〈Triumph of a Heart〉也于2005年初发行，还打进了英国单曲榜第31名。

## 政治立場
在政治理念上，碧玉曾多次很明確地表達出她支持少數民族或特殊自治區獨立自決的主張。她曾多次在不同的場合將其歌曲作品《宣告獨立》（Declare Independance）獻給一些有獨立爭議的地區，其中包括法羅群島與格陵蘭兩個丹麥屬地，她亦聲援與塞爾維亞有嚴重衝突的科索沃。2008年3月2日在上海國際體操中心舉行的一場演唱會中，碧玉在安可曲時段演唱了《Declare Independance》並在曲末高呼大喊「西藏！西藏！……」，該舉動引起中國政府強烈不滿。2014年蘇格蘭獨立公投前夕，她在臉書上將《宣佈獨立》一曲獻給蘇格蘭，表達支持蘇格蘭獨立的立場。
她支持環保立場鮮明，為了抗議開發冰島東部以及興建水壩等破壞自然景觀生態的原因，她甚至舉辦受到矚目的抗議演唱會，聲援冰島國內越來越強大的抗議聲浪。
2020年9月10日，中国大陆地区音乐平台下架了比約克的全部音乐作品，并将其个人主页移除。

## 音乐作品列表

### 录音室专辑
- 1977年 - 《Björk》
- 1993年 - 《Debut》
- 1995年 - 《Post》
- 1997年 - 《Homogenic》
- 2001年 - 《Vespertine》
- 2004年 - 《Medúlla》
- 2007年 - 《Volta》
- 2011年 - 《Biophilia》
- 2015年 - 《Vulnicura》
- 2017年 - 《Utopia》
- 2022年 - 《Fossora》

### 电影原声
- 2000年 - 《Selmasongs: Music From the Motion Picture Soundtrack Dancer in the Dark》
- 2005年 - 《Drawing Restraint 9》

## 延伸阅读
- Björk – The Illustrated Story, by Paul Lester. Hamlyn (1996).
- Björk – An Illustrated Biography, by Mick St. Michael. Omnibus Press (1996).
- Björk Björkgraphy, by Martin Aston. Simon & Schuster (1996).
- Björk, Colección Imágenes de Rock, N°82, by Jordi Bianciotto. Editorial La Máscara (1997).
- Dancer in the Dark, by Lars von Trier. Film Four (2000).
- Lobster or Fame, by Ólafur Jóhann Engilbertsson. Bad Taste (2000).
- Army of She: Icelandic, Iconoclastic, Irrepressible Björk, by Evelyn McDonnell. Random House (2001).
- Human Behaviour, by Ian Gittins. Carlton (2002).
- Björk: There's More to Life Than This: The Stories Behind Every Song, by Ian Gittins. Imprint (2002).
- Björk, by Nicola Dibben. Equinox (2009).